# Flawiusz Ardaburiusz Aspar

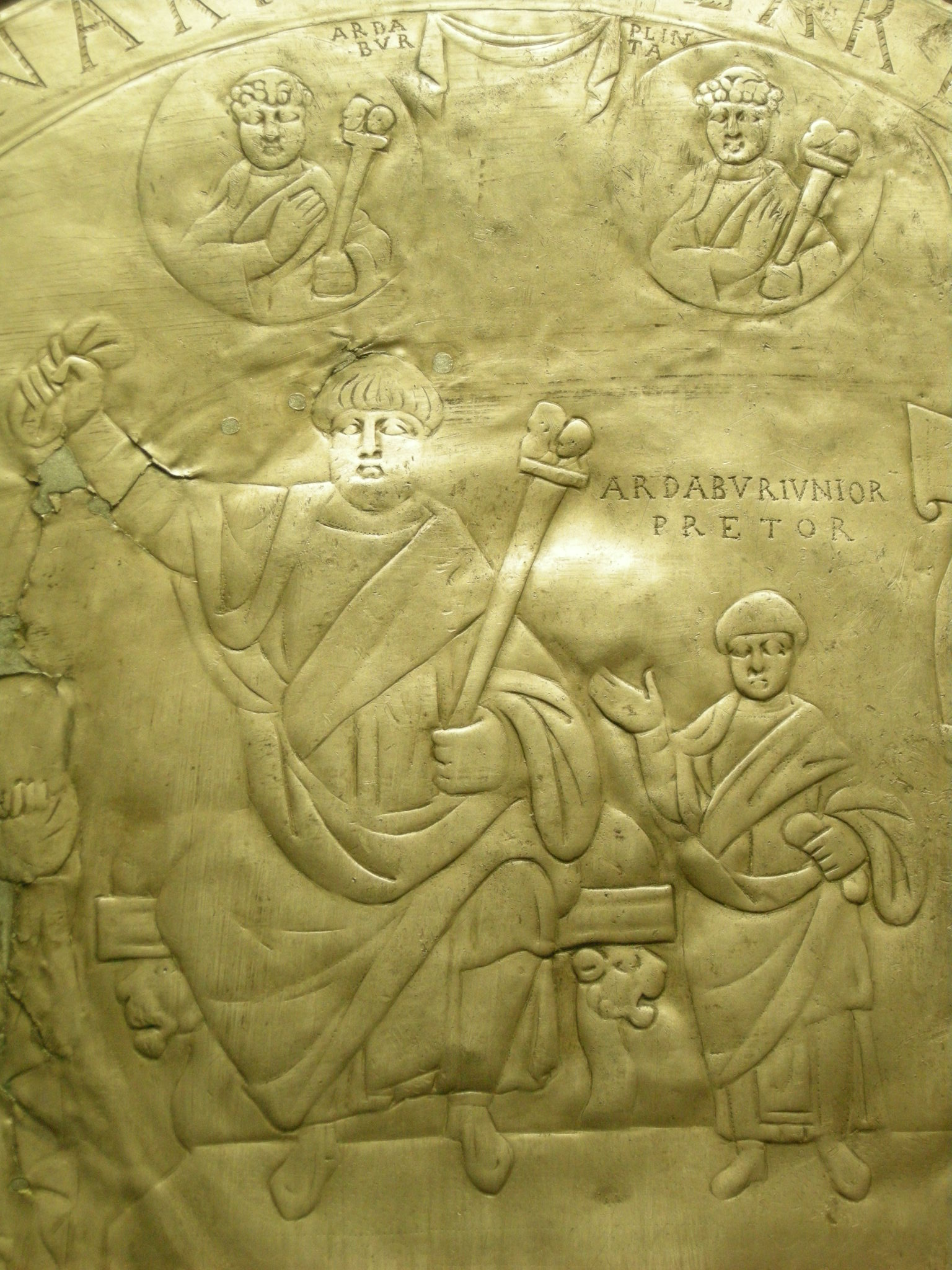
Płaskorzeźba przedstawiająca Aspara i jego syna Ardabura. Nad nimi umieszczono podobizny Flawiusza Ardabura, ojca Aspara, i Plinty, prawdopodobnie jego teścia (CIL = ILS 1299)

Flawiusz Ardaburiusz Aspar łac. Flavius Ardaburius Aspar (ur. ok. 400, zm. 471 w Konstantynopolu) – wschodniorzymski wódz pochodzący z plemienia Alanów, mający w czasach panowania Marcjana (450–457) i Leona I (457–474) przemożne wpływy w cesarstwie. Syn Ardabura, wpływowego dowódcy na dworze cesarza Teodozjusza II.

## Pochodzenie
Aspar był synem Flawiusza Ardabura, Alana i arianina, który został wpływowym dowódcą wojsk za czasów Teodozjusza II. Aspar od młodości był obywatelem rzymskim. Był tak jak jego ojciec arianinem i mimo zwalczania arianizmu jako herezji i w związku z tym zakazowi ustawami cesarskimi sprawowania urzędów cywilnych doszedł do wysokich godności i stanowisk w cesarstwie wschodniorzymskim.

## Wojna z uzurpatorem Janem
W latach 424–425 walczył jako magister militum (jeden z pięciu najwyższych dowódców cesarstwa wschodniorzymskiego), razem z ojcem Ardaburem, w ekspedycji wysłanej przez Teodozjusza II przeciwko Janowi uzurpatorowi w Italii, która przywróciła tron synowi Konstancjusza III i Galli Placydii, Walentynianowi III.
Część armii pod wodzą Aspara podczas tej wyprawy dotarła do Italii drogą przez Alpy Julijskie. Natomiast Ardabur z flotą skierował się w stronę Italii ku jej wybrzeżu adriatyckiemu. Jednakże flotę rozproszyła burza, a Ardabur dostał się do niewoli. Tymczasem Asparowi udało się zająć Akwileję i zaatakować Rawennę, gdzie przebywał Jan oraz uwięziony Ardabur. W obliczu wojsk Aspara atakujących mury Rawenny, stronnicy Jana opuścili go i otworzyli bramy miasta. Uzurpator został schwytany i wkrótce stracony.
Trzy dni po śmierci Jana w maju 425 do Italii wkroczył Aecjusz z oddziałami Hunów i stoczył z wojskami Aspara niewielką potyczkę, która nie przyniosła rozstrzygnięcia, ale umożliwiła Aecjuszowi podjęcie negocjacji z Gallą Placydią.

## Wojny z Wandalami, Hunami i Persami
W 431 Teodozjusz II ponownie mianował Aspara magistrem militum i wysłał na zachód jako dowodzącego operacją, mającą na celu wyparcie Wandalów z podbijanej przez nich od 429 Afryki Północnej. W 434 Aspar został ostatecznie pokonany przez Genzeryka i zmuszony do wycofania się. W tym roku pełnił, honorową już od wieków, funkcję konsula. W 441 z powodzeniem dowodził w wojnie z starożytną Persją. Mało udana była obrona przed Hunami. Attyla, po splądrowaniu prowincji naddunajskich (zniszczył Singidunum i Naissus) oraz Tracji (zniszczył m.in. Serdikę), pokonał Aspara w 443 pod Konstantynopolem i cesarstwo musiało ratować się rokowaniami, co w rezultacie kosztowało skarb cesarski, oprócz zniszczeń, 2700 kg złota jednorazowo jako zaległe subsydia oraz podwyższenie opłat rocznych z około 300 kg złota do 945 kg.

## Elekcja Marcjana i Leona
Aspar, wspólnie z Pulcherią i prawdopodobnie Flawiuszem Zenonem, miał duży wpływ na wybór 25 sierpnia 450 na tron cesarski Marcjana, który służył pod Asparem jako żołnierz. W 451 Aspar otrzymał tytuł patrycjusza i pełnił dominującą rolę w senacie. Po śmierci Marcjana w 457 zdecydował o obwołaniu przez wojsko cesarzem Leona. Zanim do tego doszło senat ponoć zaproponował diadem cesarski Asparowi, ale ten odmówił ze względu na wyznawany arianizm, który jako herezja uniemożliwiał według prawodawstwa cesarskiego sprawowanie jakichkolwiek urzędów cywilnych.
W czasie rządów Leona wpływy Aspara i jego rodziny osiągnęły punkt szczytowy. Oprócz sprawowania dowództwa nad piątą częścią wojsk comitatenses, czyli około 20 000 żołnierzy, w tym około 30% jazdy) oraz posiania oddziałów przybocznych (buccellarii), Aspar mógł liczyć na wsparcie Ostrogotów osiedlonych w Tracji jako sprzymierzeńcy (foederati), których siły szacowane są na 10 000. Z dowódcami Ostrogotów łączyły go koligacje rodzinne. Poza tym jego syn Ardabur dowodził armią wschodnią (per Orientem) liczącą 20 000 żołnierzy. Pozycję Aspara porównuje się do roli jaką pełnił w cesarstwie zachodniorzymskim Aecjusz, a później Rycymer. W 458 ponownie został konsulem i podczas panowania Leona pełnił rolę komesa i magistra militum praesentalis. Urząd magistra militum sprawował wielokrotnie w latach 424–425, 431–434, 441, 443, 449 oraz od 451 prawdopodobnie do śmierci w 471.

## Upadek i śmierć
Od początku lat 60. cesarz Leon starał się wyrwać spod dominacji Aspara poprzez oparcie się na oddziałach Izauryjczyków dowodzonych przez Tarasikodissa, który zmienił imię na Zenon. Syn Aspara, Ardabur, spiskował przeciw cesarzowi Leonowi i w 466 został usunięty z urzędów pod zarzutem zdrady i współpracy z Persami. Miało to wpływ na osłabienie pozycji Aspara, który znalazł rosnącego w siłę oponenta na dworze cesarskim w osobie Zenona, stojącego za oskarżeniami wobec jego syna. W wyniku podejrzeń cesarz Leon przygotował zamach na Aspara i jego synów Ardabura i Patrycjusza, którzy zostali zamordowani podczas uczty przez uzbrojonych eunuchów. Śmierć Aspara wywołała zamieszki jego stronników w Konstantynopolu, którym przewodził komes Ostrys, towarzysz Aspara, stojący na czele oddziałów Gotów. Oblegany był pałac cesarski, a do walk włączyli się Ostrogoci, stacjonujący w Tracji pod wodzą Teodoryka Strabona. Starcia te trwały do 473.

## Życie prywatne
Pierwszą żoną Aspara prawdopodobnie była córka Plinty, który był Gotem i sprawował urząd konsula w 419. Aspar był żonaty prawdopodobnie z siostrą lub córką Triariusa, ojca Teodoryka Strabona wodza Ostrogotów. Miał synów: Ardabura (z córką Plinty), który w latach 453–465 był magistrem militum per Orientem oraz otrzymał zaszczytny tytuł patrycjusza, Patrycjusza, konsula w 459, który został mianowany Cezarem jako mąż Leontii, córki cesarza Leona, i trzeciego syna Hermanaryka, konsula w 465, który uniknął śmierci, gdy podstępem zamordowano jego ojca i braci. Prawnuk Aspara po kądzieli, Areobindus, był magistrem militum per Orientem i dowodził w wojnie z Persami za czasów cesarza Anastazjusza